# Diplophlyctis sexualis
Diplophlyctis sexualis är en svampart som beskrevs av Haskins 1951. Diplophlyctis sexualis ingår i släktet Diplophlyctis och familjen Endochytriaceae.   Inga underarter finns listade i Catalogue of Life.